# Buggenhagen
Buggenhagen település Németországban, Mecklenburg-Elő-Pomeránia tartományban. Lakosainak száma 206 fő (2023. december 31.).

## Népesség
A település népességének változása:
| Lakosok száma | 233  | 209  | 206  | 221  | 216  | 206  |
|               | 2014 | 2017 | 2019 | 2021 | 2022 | 2023 |